# Eulerův vzorec

Eulerův vzorec pro libovolný úhel.

Eulerův vzorec určuje vztah mezi goniometrickými funkcemi a exponenciální funkcí:
{\displaystyle e^{i\varphi }=\cos \varphi +i\sin \varphi \,\!}
Na Eulerův vzorec je zvykem nahlížet jako na větu komplexní analýzy. 

## Význam vzorce
Eulerův vzorec umožňuje definovat mocnění komplexním číslem a protože exponenciální funkce je inverzní funkcí k logaritmu, umožňuje definovat i logaritmy komplexních čísel.
Platí, že {\displaystyle |e^{i\varphi }|=1} pro libovolné reálné {\displaystyle \varphi } a vzorec tedy generuje komplexní jednotky. Tím mimo jiné zjednodušuje zápis goniometrického tvaru komplexních čísel.

## Důkaz
Taylorův rozvoj exponenciální funkce reálné proměnné je:
{\displaystyle e^{x}=1+x+{\frac {x^{2}}{2!}}+\cdots ={\frac {x^{0}}{0!}}+{\frac {x^{1}}{1!}}+{\frac {x^{2}}{2!}}+\cdots =\sum _{n=0}^{\infty }{\frac {x^{n}}{n!}}\;{\mbox{ pro }}x\in (-\infty ,\infty )}
Její definiční obor lze holomorfním prodloužením rozšířit na obor komplexních čísel (x = a + ib, kde i je imaginární jednotka). Pro další odvození stačí uvažovat, že x je ryze imaginární číslo (x = ib); dosazením do Taylova rozvoje dostaneme:
{\displaystyle e^{ib}={\frac {{(ib)}^{0}}{0!}}+{\frac {{(ib)}^{1}}{1!}}+{\frac {{(ib)}^{2}}{2!}}+{\frac {{(ib)}^{3}}{3!}}+\cdots ={\frac {i^{0}b^{0}}{0!}}+{\frac {i^{1}b^{1}}{1!}}+{\frac {i^{2}b^{2}}{2!}}+{\frac {i^{3}b^{3}}{3!}}+\cdots ={\frac {b^{0}}{0!}}+{\frac {ib^{1}}{1!}}+{\frac {i^{2}b^{2}}{2!}}+{\frac {i.i^{2}b^{3}}{3!}}+\cdots }
Využijeme toho, že i2 = -1:
{\displaystyle e^{ib}={\frac {b^{0}}{0!}}+{\frac {ib^{1}}{1!}}+{\frac {(-1)b^{2}}{2!}}+{\frac {i(-1)b^{3}}{3!}}+\cdots }
Přerovnáme členy a vytkneme imaginární jednotku i z členů, které ji obsahují:
{\displaystyle e^{ib}=\left({\frac {b^{0}}{0!}}-{\frac {b^{2}}{2!}}+\cdots \right)+i\left({\frac {b^{1}}{1!}}-{\frac {b^{3}}{3!}}+\cdots \right)}
Uzávorkované části jsou Taylorovy rozvoje funkcí kosinus a sinus reálné proměnné b:
{\displaystyle \cos b={\frac {b^{0}}{0!}}-{\frac {b^{2}}{2!}}+{\frac {b^{4}}{4!}}-{\frac {b^{6}}{6!}}+\cdots =\sum _{n=0}^{\infty }{(-1)}^{n}{\frac {b^{2n}}{(2n)!}}\;{\mbox{ pro }}b\in (-\infty ,\infty )}
{\displaystyle \sin b={\frac {b^{1}}{1!}}-{\frac {b^{3}}{3!}}+{\frac {b^{5}}{5!}}-{\frac {b^{7}}{7!}}+\cdots =\sum _{n=0}^{\infty }{(-1)}^{n}{\frac {b^{2n+1}}{(2n+1)!}}\;{\mbox{ pro }}b\in (-\infty ,\infty )}
čímž dostáváme Eulerův vzorec:
{\displaystyle e^{ib}=\cos(b)+i\sin(b)}
Vzorec platí i v obecnějším případě, kdy je {\displaystyle x} číslo komplexní, protože sinus i kosinus lze pro komplexní argument napsat jako Taylorovy řady stejné jako v případě argumentu reálného.
Pro obecnou definici umocňování komplexním číslem použijeme vzorec {\displaystyle e^{r+s}=e^{r}.e^{s}}:
{\displaystyle e^{a+ib}=e^{a}.(\cos b+i\sin b)}